# Winston-Salem
Winston-Salem ist eine City im Forsyth County im US-Bundesstaat North Carolina. Die Stadt liegt in der Piedmont Triad Region und hatte 249.545 Einwohner zum Census von 2020.

## Geschichte

### Salem
Salem hat seinen Ursprung im Januar 1753, als Bischof August Gottlieb Spangenberg im Namen der Herrnhuter Brüdergemeine das Gebiet um das Muddy Creek die Wachau – in lateinischer Abwandlung „Wachovia“ – nannte. Das Gebiet war umgerechnet etwa 400 km² groß und wurde John Carteret, 2. Earl Granville abgekauft. Am 17. November 1753 kamen die ersten Siedler in die Gegend. Später wurde der Stadt dem Wunsch des verstorbenen Nikolaus Ludwig Graf von Zinzendorf folgend der Name Salem (für Frieden) gegeben. Am 6. Januar 1766 begann der Bau des Ortes Salem. Von dieser Ansiedlung ist heute noch ein Teil der ursprünglichen Gebäude als Museumsdorf Old Salem, unmittelbar südlich des Stadtzentrums von Winston-Salem gelegen, erhalten und ein beliebtes Touristenziel. In vielen Gebäuden von Old Salem wird altes Handwerk originalgetreu vorgeführt.

### Winston
Winston wurde im Jahr 1849 gegründet, benannt nach dem Militär und Politiker Joseph Winston, der in der Stadt Salem sehr bekannt war. Winston wurde eine Industriestadt und produzierte Tabak, Möbel und Textilien. 1851 wurde Winston Countyseat und es entstanden Pläne, um Winston und Salem zu vereinen.

### Winston-Salem
1889 wurden die Postbüros von Winston und Salem vereinigt und die Stadt wurde offiziell als Winston-Salem bezeichnet.
Erst 1913 wurden die Verwaltungen der zwei Städte vereinigt.

## Einwohnerentwicklung
| Jahr | Einwohner¹ |
| ---- | ---------- |
| 2000 | 201.399    |
| 2010 | 229.634    |
| 2020 | 249.545    |

¹ 2000–2020: Volkszählungsergebnisse

## Wirtschaft
In Winston-Salem haben einige bedeutende Unternehmen ihren Hauptsitz: Die R.J. Reynolds Tobacco Company, die Krispy Kreme Doughnuts, die Branch Banking and Trust Company (BB&T), die TW Garner Food Company, Hanesbrands und die Lowes Foods Stores.
Prägend für die Stadt wirkte die Tabakindustrie durch die R.J. Reynolds Tobacco Company, die in einer Senke unmittelbar östlich des Stadtzentrums die einst größte Zigarettenfabrik der Welt betrieb. Viele der hier erzeugten Zigarettenmarken erlangten weltweite Verbreitung. „Camel“ war lange Zeit die meistverkaufte Zigarettenmarke der Welt. Die Fabrikanlagen im Stadtzentrum, in der einst bis zu 15.000 Menschen beschäftigt waren, wurden ab 1986 nach und nach geräumt und die Produktion in eine neue Fabrik in Tobaccoville nordwestlich von Winston-Salem verlegt. Heute werden große Anstrengungen unternommen, für die riesigen und das Stadtbild prägenden Fabrikgebäude neue Nutzungen zu finden.
1908 wurde ein Geldinstitut mit dem Namen Wachovia gegründet, das bis zum Ende des 20. Jahrhunderts zu einer der größten Regionalbanken der USA heranwuchs. Ausdruck seiner Bedeutung war das 140 m hohe und 1995 vollendete Wachovia Center, das größte Gebäude in North Carolina außerhalb von Charlotte (North Carolina). 2001 wurde Wachovia von der First Union Bank in Charlotte aufgekauft. Als Name der neuen Bank wurde wegen seiner Unverwechselbarkeit Wachovia gewählt. Der Unternehmenssitz wechselte jedoch nach Charlotte. Im Zuge der Finanzkrise ab 2007 wurde Wachovia 2008 von Wells Fargo übernommen und das Wachovia Center in Wells Fargo Center umbenannt.

## Ausbildung und Kultur
Winston-Salem liegt im Winston-Salem/Forsyth County Schools Schulbezirk. Die abgekürzt WS/FC Schools haben 41 Volksschulen, 17 Primarschulen und 15 High Schools. Winston-Salem besitzt viele Universitäten, die Wake Forest University, Winston-Salem State University, North Carolina School of the Arts, Salem College (vormals u. a. Moravian Female Academy), Piedmont Baptist College und Winston-Salem Bible College.
Der Reichtum der Tabakunternehmerfamilie Reynolds kam über die Z. Smith Reynolds Foundation auch der Allgemeinheit zugute. So bewirkten große Geldzuwendungen, dass ab 1946 die Wake Forest University von ihrem Ursprungsort in der Nähe von Durham, etwa 150 km weiter westlich, nach Winston-Salem übersiedelte. Die Unternehmerfamilie stellte dafür einen Teil ihres Landgutes am Stadtrand zur Verfügung.
Die Familie Reynolds und deren Nachkommen sammelten auch Kunst und schufen damit eine bedeutende Sammlung aus Gemälden und Skulpturen. Die Kunstwerke werden im Reynolda House, dem ehemaligen Landhaus der Unternehmerfamilie, präsentiert.
Auch im Stadtzentrum findet sich eine größere Anzahl an Galerien und Museen, die sich vor allem im Downtown Arts District konzentrieren.

## Medien
Das Winston-Salem Journal ist eine Tageszeitung in Winston-Salem. Die Winston-Salem Chronicle ist eine Wochenzeitung der afroamerikanischen Gemeinschaft.
Als WBFJ senden zwei christliche Radiostationen.

## Persönlichkeiten

### Söhne und Töchter der Stadt
- Francis Edwin Shober (1831–1896), Politiker
- Meredith P. Snyder (1858–1937), Politiker
- Madie Beatrice Hall Xuma (1894–1982), Pädagogin und Antiapartheidskämpferin
- Howard Cosell (1918–1995), Sportkommentator und Sportreporter
- Harold Nicholas (1921–2000), Stepptänzer
- Kenneth Utt (1921–1994), Filmproduzent
- Kathryn Grayson (1922–2010), Schauspielerin und Sängerin
- Boyd Lee Dunlop (1926–2013), Jazzpianist
- Lowman Pauling (1926–1973), R&B-Gitarrist, Sänger und Songwriter
- Coleridge-Taylor Perkinson (1932–2004), Komponist und Dirigent
- Ray C. Osborne (1933–2011), Politiker
- Stephen L. Neal (* 1934), Politiker
- Walter E. Johnston (1936–2018), Politiker
- George Hamilton IV. (1937–2014), Country-Sänger
- Darwin Joston (1937–1998), Schauspieler
- Carl Eller (* 1942), American-Football-Spieler
- Togo D. West, Jr. (1942–2018), Politiker
- Wess (1945–2009), italienischer Sänger
- Pam Grier (* 1949), Schauspielerin
- Tom Masland (1950–2005), Journalist und Pulitzer-Preisträger
- Steve Angel (* 1956), Ingenieur und Manager
- Kimberly Marshall (* 1959), Organistin, Musikwissenschaftlerin
- Daryl Caudle (* 1963), Admiral der United States Navy
- Joel Beeson (1966–2017), Filmschauspieler
- Mark Harris (* 1966), baptistischer Geistlicher und Politiker
- Brad Cooper (* 1967), Vice Admiral der United States Navy
- Jennifer Ehle (* 1969), Schauspielerin
- Randy Jones (* 1969), Bobfahrer
- 9th Wonder (* 1975), Hip-Hop-Produzent
- Blake Russell (* 1975), Langstreckenläuferin
- Emily V. Gordon (* 1979), Drehbuchautorin und Executive Producer
- Peter Joseph (* 1979), Filmregisseur
- Jill Wagner (* 1979), Schauspielerin
- Josh Howard (* 1980), Basketballspieler
- David Testo (* 1981), Fußballspieler
- Wells Thompson (* 1983), Fußballspieler
- Whit Holcomb-Faye (* 1984), Basketballspieler
- Reyshawn Terry (* 1984), Basketballspieler
- Ricky Hickman (* 1985), Basketballspieler
- Camille Little (* 1985), Basketballspielerin
- Othello Hunter (* 1986), Basketballspieler
- Jerrod Carmichael (* 1987), Komiker, Schauspieler, Drehbuchautor und Regisseur
- Julianna Guill (* 1987), Schauspielerin
- Ben Smith (* 1988), Eishockeyspieler
- B.o.B (* 1988), Rapper und Musikproduzent
- Nathaniel Pierce (* 1990), Cellist
- Caleb Martin (* 1995), Basketballspieler
- Kathleen Baker (* 1997), Schwimmerin
- Tanner Beason (* 1997), Fußballspieler
- Divine Deablo (* 1998), American-Football-Spieler
- Matthew Thomson (* 2000), Tennisspieler

### Persönlichkeiten mit Bezug zur Stadt
- Rosemary Harris (* 1927), britisch-amerikanische Schauspielerin
- Gary Chapman (* 1938), baptistischer Pastor an Calvary Chapel, Paartherapeut und Autor der Fünf Sprachen der Liebe

## Städtepartnerschaften
- Moldau: Ungheni
- Ghana: Kumasi
- Volksrepublik China: Shanghai